# لائورا بیسپوری
لائورا بیسپوری (ایتالیایی: Laura Bispuri؛ زادهٔ ۲۰ اوت ۱۹۷۷) کارگردان فیلم و فیلم‌نامه‌نویس اهل ایتالیا است. وی دانش‌آموختهٔ رشتهٔ سینما در دانشگاه ساپینزای رم است. حرفه او از دو فیلم در بخش رقابتی جشنواره بین‌المللی فیلم برلین تا یک فیلم در رقابت رسمی «اوریزونتی» جشنواره فیلم ونیز و همچنین کارگردانی فصل چهارم سریال دوست نابغه من که بر اساس رمان‌های النا فرانت و با تولید اچ‌بی‌او و رای است، را پوشش می دهد.
از فیلم‌ها یا مجموعه‌های تلویزیونی که وی در آن‌ها نقش داشته‌است، می‌توان به دختر من اشاره نمود.